# Aire protégée du Québec

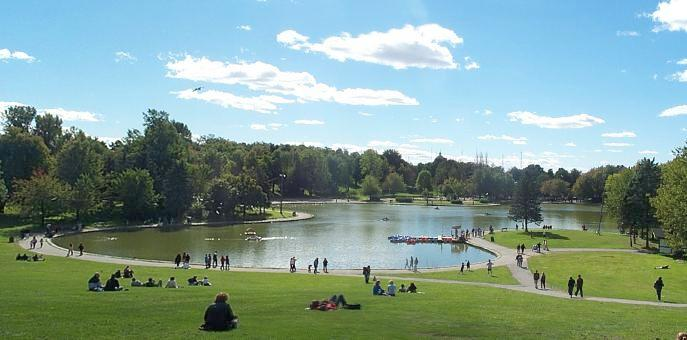
Lac aux Castors dans le parc du Mont-Royal à Montréal, première aire protégée du Québec (1876)

Au Québec, une aire protégée est définie comme étant « un territoire, en milieu terrestre ou aquatique, géographiquement délimité, dont l’encadrement juridique et l’administration visent spécifiquement à assurer la protection et le maintien de la diversité biologique et des ressources naturelles et culturelles associées ».
Les quelque 5000 aires protégées du Québec couvraient, en date du 31 mars 2021, une superficie de 271 593 km2, soit 16,70 % du territoire terrestre et 12,22 % du territoire marin et côtier.

## Histoire
La première aire protégée est le parc du Mont-Royal en 1876 suivi du parc de la Montagne-Tremblante en 1894 (maintenant Parc national du Mont-Tremblant). 
En 1977, l'Assemble national du Québec adopte la Loi sur les parcs. Cette loi confère aux parcs provinciaux (nommés parcs nationaux) des fonctions de récréation et de conservation. 
En 2002, l'Assemblée nationale du Québec adopte la Loi sur la conservation du patrimoine naturel.
En 2020, le gouvernement du Québec a atteint l'objectif d'Aichi de protéger au moins 17 % des zones terrestres et des eaux intérieures et 10 % des zones marines et côtières d'ici la fin de l'année 2020,.
En 2024, le gouvernement du Québec publie le Plan Nature, une feuille de route visant à protéger 30 % du territoire d’ici 2030 et à contribuer à l’atteinte des 23 cibles du Cadre mondial pour la biodiversité de Kunming-Montréal, .

## Niveau fédéral

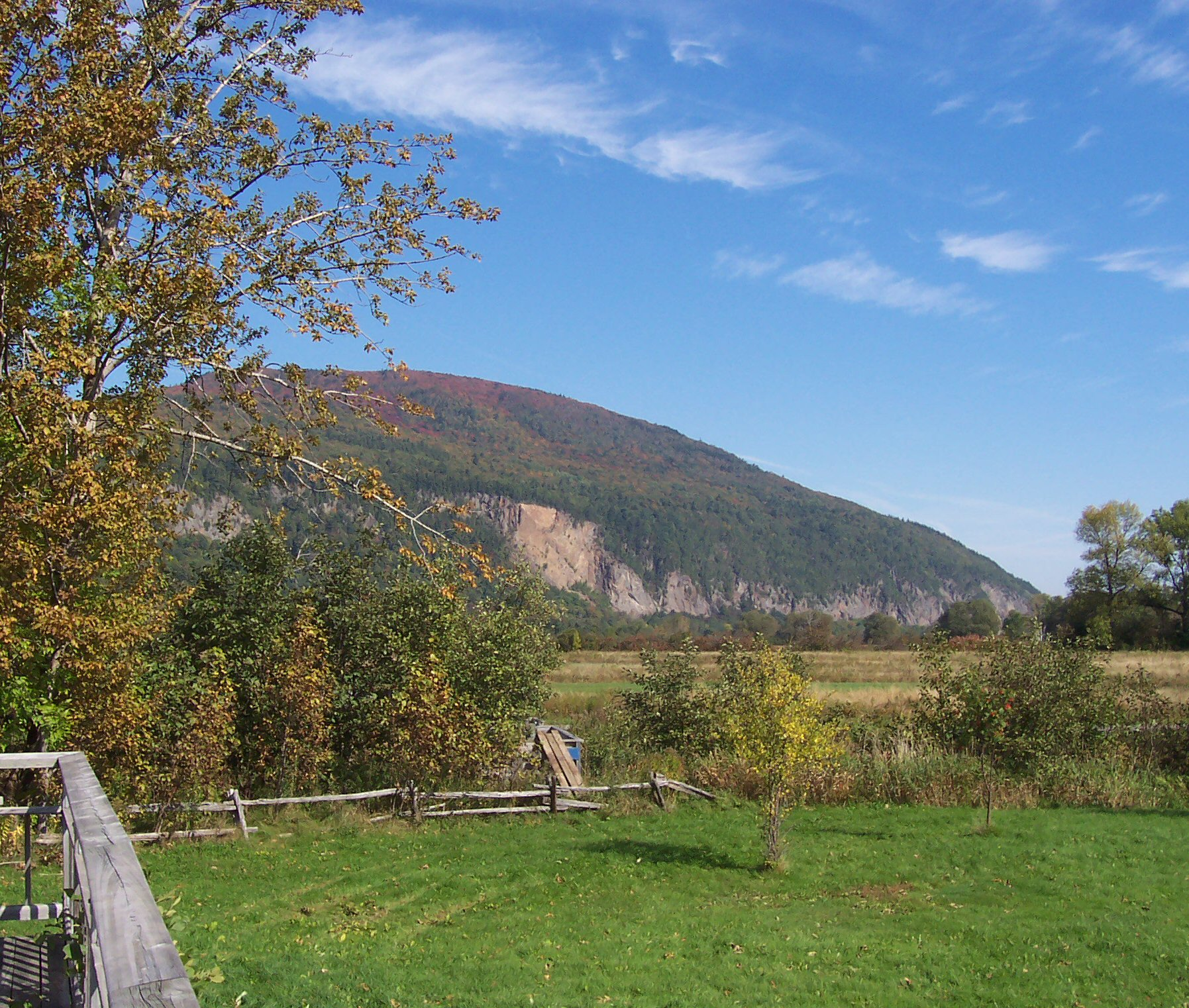
Réserve nationale de faune du cap Tourmente

Le Canada possède cinq types de protections réparties en deux ministères.
- Le ministère de l'Environnement, par le biais de l'agence Parcs Canada, possède deux parcs nationaux (Parc national de Forillon et Parc national de la Mauricie 781 km2) et une réserve de parc national (Réserve de parc national de l'Archipel-de-Mingan 150 km2) .

L'agence est aussi responsable d'une aire marine nationale de conservation : le parc marin du Saguenay–Saint-Laurent (1 246 km2), qui est cogérée avec le ministère de l'Environnement et de la Lutte contre les changements climatiques du Québec.
Aussi le lieu historique national de la Grosse-Île-et-le-Mémorial-des-Irlandais (2 km2) est aussi considéré comme une aire protégée.
Par le biais du service canadien de la faune, qui est géré par le même ministère, il administre huit réserves nationales de faune (58 km2) et vingt-sept refuges d'oiseaux migrateurs (518 km2).
- Finalement, la Commission de la capitale nationale protège le parc de la Gatineau et le parc du Lac-Leamy (364 km2).

## Niveau provincial

### Ministère de l'Environnement et de la Lutte contre les changements climatiques
Trois nouveaux statuts d’aire protégée y sont introduits en 2021, pour augmenter la proportion d’aires protégées et de protéger davantage de milieux naturels. Il s’agit des statuts de réserve marine, d’aire protégée d’utilisation durable et d’aire protégée d'initiative autochtone. Ce dernier statut d’aire protégée permet maintenant aux communautés autochtones de proposer au ministre des projets de conservation dont les territoires pourront être désignés comme aire protégée par le gouvernement du Québec. L’objectif visé est de conserver des éléments de la biodiversité et des valeurs culturelles qui lui sont associées et qui sont d’intérêt pour les nations autochtones. C’est un statut qui vise à répondre aux demandes formulées par différents acteurs, notamment les communautés autochtones, lors des consultations particulières tenues en septembre 2020.
Pour sa part, le statut de réserve marine permet une protection spécifique au milieu marin, alors que l’aire protégée d’utilisation durable permet, sur une partie du territoire visé par la protection, une utilisation durable des ressources naturelles s’y trouvant.

#### Habitat floristique
En vertu de la Loi sur les espèces menacées ou vulnérables, le ministère peut désigner un habitat floristique pour protéger une plante menacée ou vulnérable. Le Québec compte 52 habitats floristiques, lesquelles recouvrent 51 km2.

#### Parc national

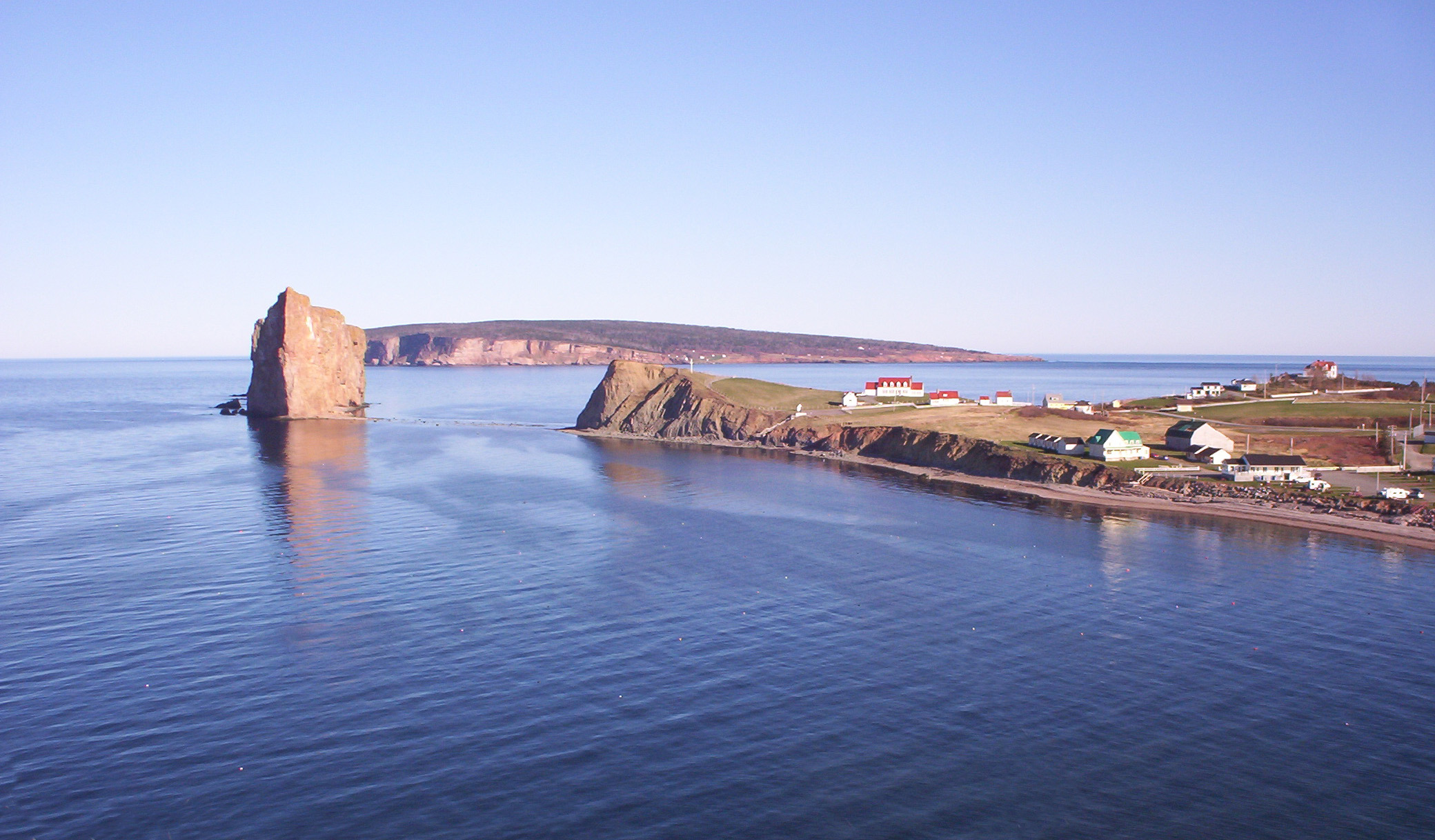
Parc national de l'Île-Bonaventure-et-du-Rocher-Percé

Les vingt-quatre parcs nationaux du Québec, qui protègent 11 077,22 km2 de territoire, sont des aires protégées ayant la vocation de protéger des territoires représentatifs des régions naturelles du Québec ou des sites à caractère exceptionnel. Ses territoires sont aussi ouvert au public pour des fins d'éducation et de récréation intensive.
La province possède aussi six réserves de parc national dans le Nunavik qui protègent 26 831 km2. Bien que leur statut légal soit plus faible, il offre un niveau de protection semblable à celui des parcs nationaux.

#### Réserve aquatique
Les réserves aquatiques sont des territoires semblables aux réserves de biodiversité, ces territoires visent la protection de bassin hydrographique et de milieux marins peu ou pas modifié par l'homme. La première réserve aquatique, la réserve aquatique de l’Estuaire-de-la-Rivière-Bonaventure a été créé en 2009 (1,8 km2). Huit autres réserves sont actuellement projetées.

#### Réserve de biodiversité
Il y a actuellement 5 réserves de biodiversité au Québec qui protège 2 286 km2 de territoire. Ce type de zone vise le maintien de la biodiversité dans des différences régions naturelles du Québec. À l'heure actuelle, 76 nouvelles réserves de biodiversité sont projetées au Québec couvriront un territoire de 58 419 km2.

#### Réserve écologique
Les réserves écologiques, qui au nombre de 70, protègent 949 km2 de territoire. Ce sont des territoires voués principalement à la conservation, à l'éducation et à la recherche. La plupart de ces aires protégées, qui sont de petite taille, protègent des milieux distinctifs, comme un marécage, une forêt, ou un bassin hydrographique. La plupart des réserves écologiques sont fermées au public, à l'exception de trois, soit les réserves écologiques de Forêt-la-Blanche, de la Serpentine-de-Coleraine et des Tourbières-de-Lanoraie. Il s'agit du plus haut niveau de protection offert par la province.
Paysage humanisé
Le paysage humanisé est une aire protégée qui vise la conservation de la biodiversité, mais également celle des paysages et des valeurs culturelles bénéfiques à cette biodiversité. Ce statut cible majoritairement des terres privées. En 2021 l'ouest de l'Île Bizard a obtenu le statut de paysage humanisé projeté par décret du gouvernement et arrêté ministériel.

### Ministère de l'Énergie et des Ressources naturelles

#### Écosystème forestier exceptionnel
Les écosystèmes forestiers exceptionnels sont des territoires désignés par le ministère des Ressources naturelles et de la Faune qui protègent différents milieux forestiers. Ces territoires sont protégés, sur terres publiques, en vertu de la loi sur les forêts. Il y a 3 types d'écosystèmes forestiers exceptionnels: Les forêts anciennes (92 sites, 223 km2), les forêts rares (35 sites, 28 km2) et les forêts refuges (18 sites, 18 km2). En terres privées, les propriétaires doivent être informés de ces sites et manifester un intérêt pour les mesures de conservation volontaire pour que ces écosystèmes forestiers exceptionnels soient protégés.

#### Habitat faunique
Un habitat faunique est un territoire offrant à diverses espèces un milieu nécessaire aux besoins fondamentaux en matière d'abri, de reproduction et d'alimentation, des 11 types d'habitats fauniques, 7 sont reconnus comme aires protégées: les aires de concentration d’oiseaux aquatiques (735 sites, 3 876 km2), les aires de confinement du cerf de Virginie (114 sites, 2 526 km2), les habitats d’une espèce faunique menacée ou vulnérable (2 sites, 653 km2), les colonies d’oiseaux (133 sites, 8 km2),, les habitats du rat musqué (173 sites, 136 km2), les héronnières (99 sites, 30 km2) et les vasières (32 sites, 1 km2),.

#### Refuge faunique
Les refuges fauniques servent à protéger des habitats fauniques d'importance nationale ou régionale ou l'habitat d'espèces désignées comme menacées ou vulnérables. Il existe actuellement 11 refuges fauniques protégeant 23 km2.

## Niveau municipal ou non gouvernemental

### Milieu naturel de conservation volontaire
La conservation volontaire (Private Stewarship) est une approche qui permet au propriétaire de s'engager envers la préservation du patrimoine naturel de sa propriété par une approche non gouvernementale.
Il s'agit d'une approche communautaire de la conservation. Les organismes de conservation (land trust) sont des organisations non gouvernementales à but non lucratif dont la mission est la conservation de la nature. Ces organismes ont été mis sur pied, partout au Québec, au Canada et dans le monde, par des citoyens qui prennent l’initiative de préserver les éléments naturels qui leur tiennent à cœur. Ainsi, les organismes de conservation assistent les propriétaires qui veulent s’assurer que leur terre soit protégée pour les générations à venir, ils concilient conservation et utilisation du territoire, ils protègent et mettent en valeur leurs propriétés par des activités extensives et éducatives, ils favorisent une approche intégrée de l’aménagement du territoire.
En terre privée, cette approche est la plus prometteuse pour garantir la préservation de la biodiversité. Les dons, servitudes de conservation ou acquisitions à des fins de conservation assurent la conservation des sites à perpétuité et procure certains avantages fiscaux pour le propriétaire foncier qui s'y engagent.
Au Québec, le Réseau de milieux naturels protégés regroupe des propriétaires et des gestionnaires qui œuvrent à la conservation du patrimoine naturel à travers le Québec. Il joue un rôle unique pour consolider un réseau de partenaires et encourager le partage du savoir-faire en conservation ainsi que favoriser la préservation de la nature par la conservation volontaire en terres privées.

### Réserve naturelle en milieu privé

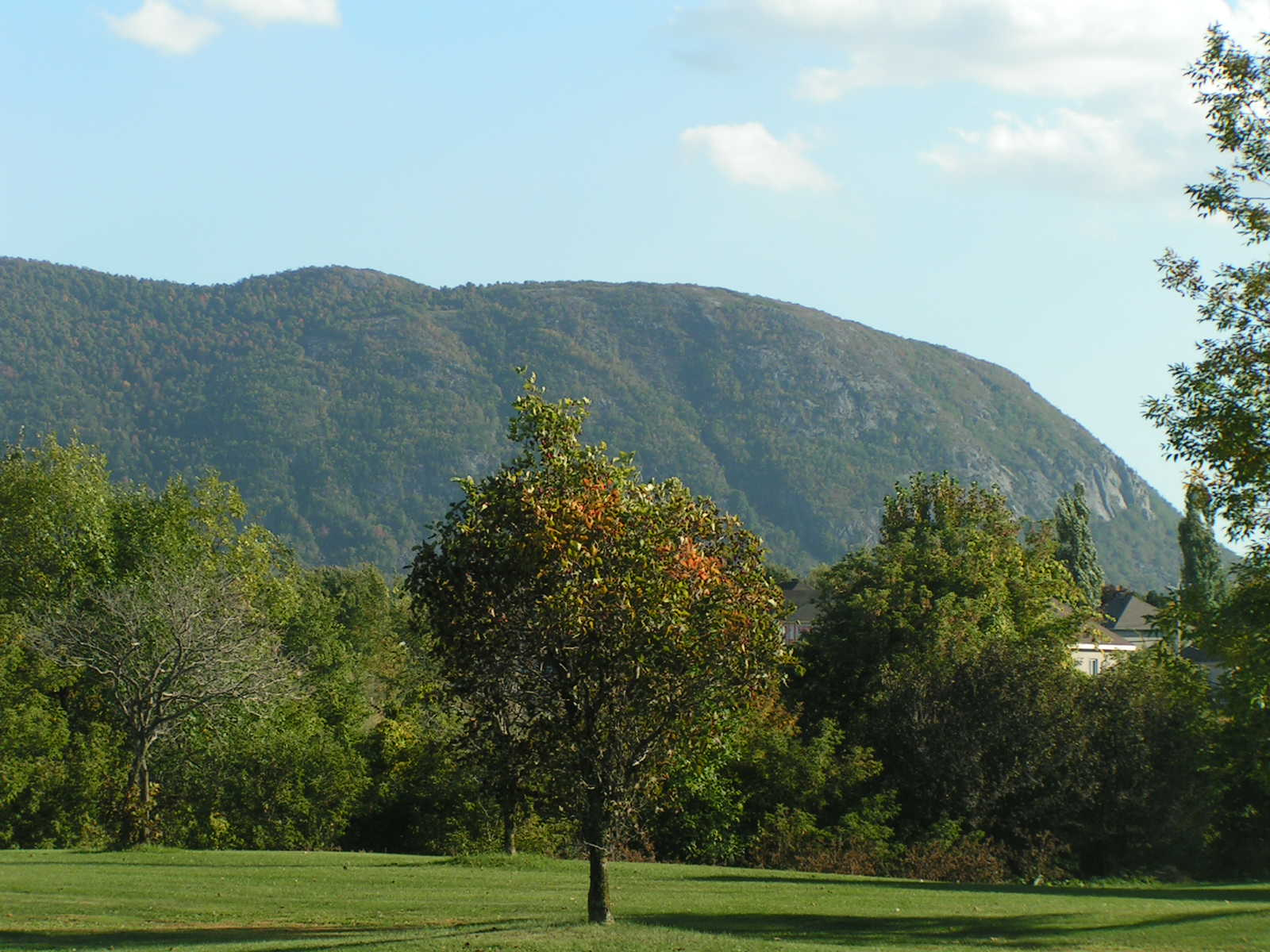
Réserve naturelle Gault-de-l'Université-McGill

Une réserve naturelle est un terrain privé reconnu par le ministère du Développement durable, de l’Environnement et des Parcs pour sa valeur, biologique, faunique, floristique, géologique ou autre. Le niveau de protection de ces territoires peut varier beaucoup d'une réserve à l'autre. Les 33 réserves naturelles du Québec ne protègent que 25 km2 de la province.

## Territoires de gestion faunique
Bien qu'il ne s'agit pas d'aire protégée, le ministère des Ressources naturelles et de la Faune a aussi plusieurs types de territoires de gestion faunique, dont les réserves fauniques, les pourvoiries et les zecs.

### Réserve faunique
Les réserves fauniques sont des territoires publics de chasse et pêche vouées à « la conservation, à la mise en valeur et à l’utilisation de la faune ainsi que, accessoirement, à la pratique d’activités récréatives. »  Il y a présentement 21 réserves fauniques au Québec couvrant un territoire de 66 886 km2 et 524 km de rivières à saumon. Elles sont toutes administrées par la société des établissements de plein air du Québec à l'exception des réserves fauniques de Duchénier, de Dunière et celles situées sur des rivières à saumons qui sont gérées par des organismes du milieu.

### Zone d'exploitation contrôlée (Zec)
Les 86 zones d'exploitation contrôlée (zec) sont des territoires de chasse et de pêche situées sur les terres publiques. Elles sont administrées par des organismes sans but lucratif.

## Reconnaissance internationale

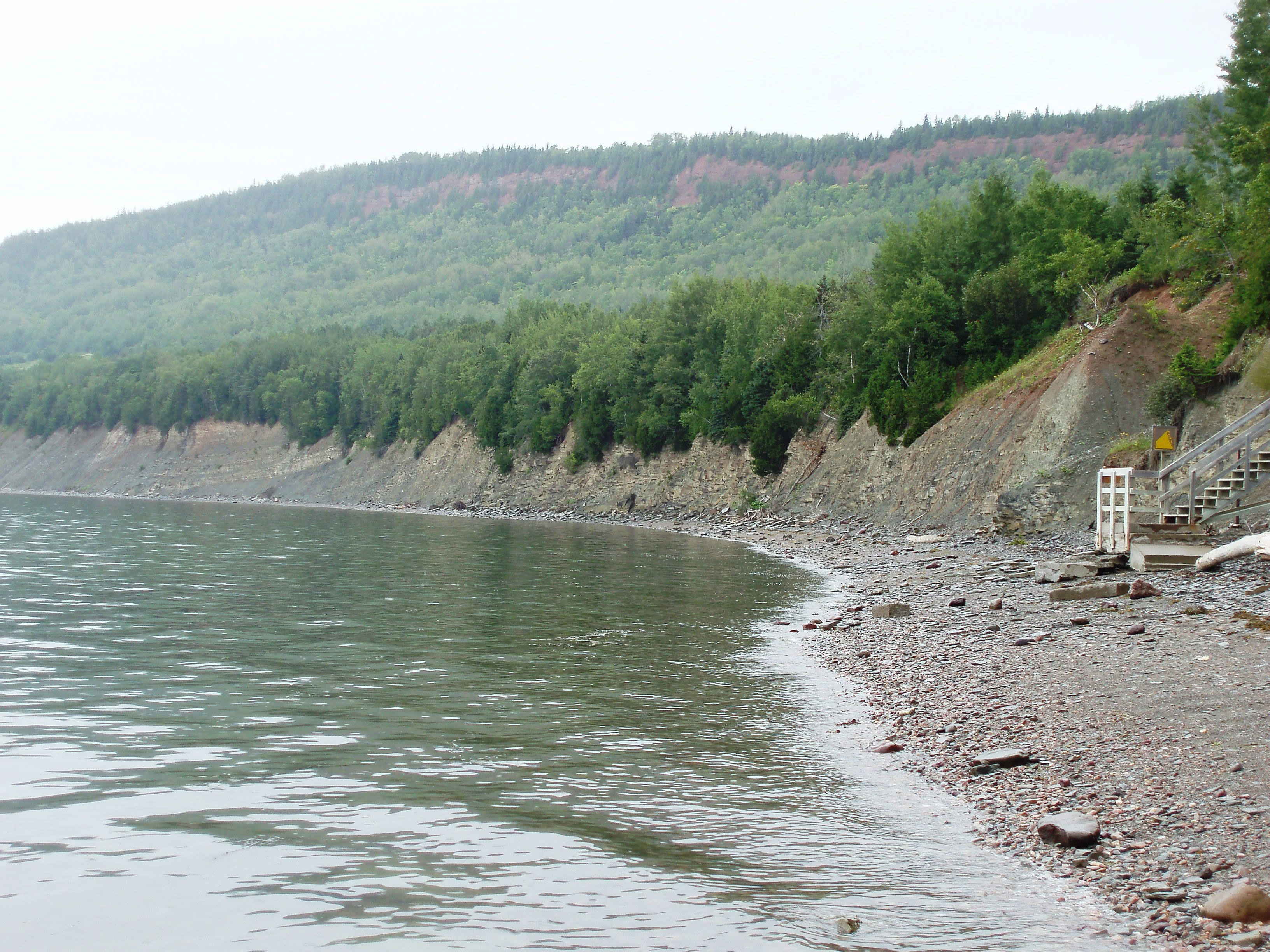
Parc national de Miguasha

Le Québec possède un site du patrimoine mondial naturel, soit le parc national de Miguasha. La province a aussi 4 réserves de biosphère, soit les réserves de la biosphère de Charlevoix, du Lac-Saint-Pierre, du Manicouagan-Uapishka et Mont-Saint-Hilaire. Finalement, 4 sites Ramsar sont inclus au Québec, soit la baie de l'Isle-Verte, le cap Tourmente, le lac Saint-François et le lac Saint-Pierre.